# اولد فورج (نیویورک)
اولد فورج (به انگلیسی: Old Forge) یک منطقهٔ مسکونی در ایالات متحده آمریکا است که در نیویورک واقع شده‌است. اولد فورج ۵٫۰۹ کیلومتر مربع مساحت و ۷۵۶ نفر جمعیت دارد و ۵۶۶ متر بالاتر از سطح دریا واقع شده‌است.